# 提根特
提根特（法語：Tiguent）是毛里塔尼亚西南部一小镇，离大西洋岸不远。2000年其人口为12170。

## 交通
有计划在提根特设立火车站，以服务卡埃迪的磷酸盐矿。